# Кеті Вуденклоак
«Кеті Вуденклоак» або «Карі Вуденґовн» (в оригіналі «Карі Трестакк») — норвезька казка, зібрана Петером Крістеном Асб'єрнсеном та Єрґеном Му в «Норвезьких народних казках». Ендрю Ленґ включив її до «Червоної книги казок».
Згідно з класифікацією Аарне — Томпсона тип цієї казки — 510А, гнана героїня. До цього типу також належать: «Попелюшка», «Гостророга сіра вівця», «Золотий черевичок», «Історія Тами та Ками», «Рашен Коуті», «Дивовижна береза» та «Білява, Каштанова та Бентежна».

## Зміст

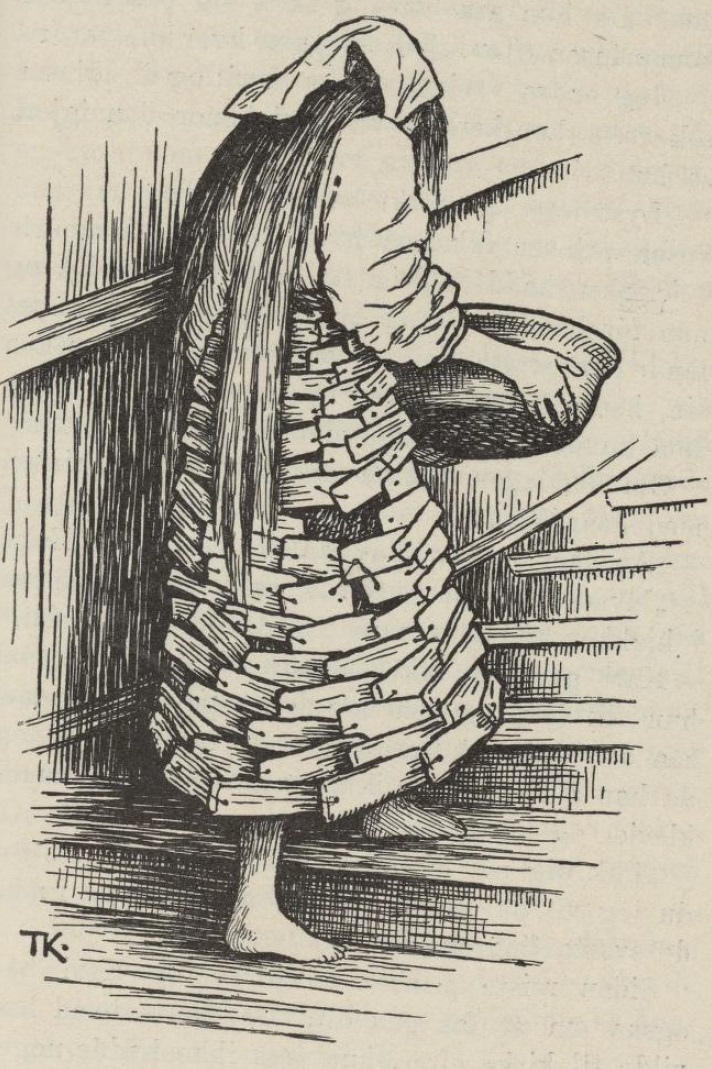
На ілюстрації Теодора Кіттельсена зображена Кеті у своєму дерев'яному одязі.

Король, який мав дочку, одружився з овдовілою королевою, у котрої також була дочка. На жаль, королю довелося піти на війну, а мачуха жорстоко поводилася з падчеркою і морила її голодом. Дитині допоміг саврасий бик, який розповів, що вона знайде ганчірку в його лівому вусі. Коли принцеса витягла ганчірку й розстелила її, у неї чарівним чином з'явилася вся необхідна їжа. Коли королева дізналася про це й повернувся король, монархиня прикинулася хворою, а потім підкупила лікаря, аби той сказав, що їй потрібне м'ясо саврасого бика, щоб знову одужати.
Злякавшись за життя бика, принцеса розповіла йому про план мачухи. Бик вирішив, що вони повинні тікати разом. Вони пройшли через ліс з мідних дерев, і хоча бик наказав принцесі не ламати жодної гілки, вона відламала один листок. Коли бик це побачив, то наказав їй берегти листок і за жодних обставин не втратити його.
Бик і принцеса натрапили на троля, який заревів, що вони зачепили його дерево, і почав бійку з биком. Бик переміг, але був важко поранений, і принцесі довелося вилікувати його за допомогою рога з маззю, котрий троль носив на собі.
Те саме сталося зі срібним та золотим деревом, й незабаром у принцеси з'явився срібний листок і золоте яблуко, так само як і мідний листок.
Принцеса та бик продовжували мандрувати, допоки не натрапили на замок. Бик дав їй дерев'яний плащ і сказав, щоб вона запитала про роботу в замку як «Кеті Вуденклоак». Однак спершу принцеса повинна відрубати йому голову, здерти з нього шкуру й заховати її в скелі разом з листям і яблуком. Якщо їй щось знадобиться, бик попросив принцесу постукати в камінь. І хоча спочатку принцеса відмовлялася вбити його, врешті-решт бик її вмовив.
Принцеса поїхала до замку й отримала роботу на кухні. Одного разу їй доручили віднести принцу воду для купання. Принц, не бажаючи користуватися водою від такої брудної істоти, вилив її на неї. Згодом принцеса пішла до скелі та попросила, щоб її пишно вбрали в мідні шати. Вона пішла до церкви, де в неї одразу закохався принц. Принцеса розповіла йому, що приїхала з Купальної країни й використала чари, аби принц не йшов за нею, але він підняв одну з її рукавичок.
Вдруге принцеса принесла йому рушник, для тієї самої процедури, й пішла до церкви, одягнена в срібло. Вона сказала принцу, що приїхала з Рушникової країни, й впустила батіг для верхової їзди.
Втретє принцеса принесла йому гребінець, на таку саму процедуру, й пішла до церкви, одягнена в золото. Вона сказала принцу, що приїхала з Гребінцевої країни, й він подарував їй золотий черевичок.
Бажаючи знайти жінку, король наказав усім жінкам королівства приміряти черевичок, і він підійшов зведеній сестрі Кеті. Пташка попередила принца, що зведена сестра порізала ногу, аби влізти в черевичок, і заспівала, що він належить Кеті Вуденклоак.
Позбувшись фальшивої нареченої, принц освідчився Кеті Вуденклоак. І хоча його відмовляли, він наполіг, тож вони одружилися й жили довго та щасливо.

## Коментар
Хоча ця казка належить до типу «Попелюшки», оскільки її виганяє мачуха, більшість казок цього типу не передбачають, що її виганяють — мотив, який частіше зустрічається в казках типу 510B, таких як «Котяча Шкіра» та «Ситникова Шапочка», де героїню виганяє її батько. Згідно з норвезьким звичаєм, пара зустрічається в церкві, а не на королівському балі. У Норвегії церква відіграє важливу роль у багатьох казках, оскільки це було звичним місцем для зустрічей. У Норвегії існують інші версії цієї історії, які більше схожі на класичну історію про Попелюшку. У цих версіях дівчині допомагає привид її померлої матері. Ці версії записані у Вальдресі та Телемарку, й дівчину звати Кірсті або Осе (остання носить брудну шкіряну сукню).

## Версії
Казка під назвою «Карі Вуденкоат» походить з лапландського джерела в «Дивовижних казках від балтійських чарівників» (1928).